# Польща на літніх Олімпійських іграх 2004
Польща на літніх Олімпійських іграх 2004 у Афінах була представлена 194 спортсменами (132 чол., 62 жін.) і отримала 10 медалей.

## Медалісти
| Медаль | Спортсмен                              | Спорт                           | Дисципліна                        |
| ------ | -------------------------------------- | ------------------------------- | --------------------------------- |
| Золото | Отилія Єнджейчак                       | Плавання                        | 200 м батерфляєм (жінки)          |
| Золото | Томаш Кухарський Роберт Сич            | Академічне веслування           | парні двійки, легка вага          |
| Золото | Роберт Коженьовський                   | Легка атлетика                  | спортивна ходьба 50 км (чоловіки) |
| Срібло | Отилія Єнджейчак                       | Плавання                        | 400 м вільним стилем (жінки)      |
| Срібло | Отилія Єнджейчак                       | Плавання                        | 100 м батерфляєм (жінки)          |
| Бронза | Сільвія Грухала                        | Фехтування                      | Індивідуальна рапіра (жінки)      |
| Бронза | Матеуш Кушнєревич                      | Вітрильний спорт                | Фінн                              |
| Бронза | Агата Врубель                          | Важка атлетика                  | Понад 75 кг (жінки)               |
| Бронза | Анна Роговська                         | Легка атлетика                  | Стрибки з жердиною (жінки)        |
| Бронза | Анета Конєчна Беата Соколовська-Кулеша | Веслування на байдарках і каное | K-2 500 м (жінки)                 |